# The Remaining - Il giorno è giunto
The Remaining - Il giorno è giunto è un film del 2014 diretto da Casey La Scala.
Pellicola di genere horror-apocalittico, sceneggiata dallo stesso regista con Chris Downing.

## Trama
(Skylar)
È arrivato il giorno del matrimonio di Skylar e Dan, un gruppo di ventenni che vivono tranquillamente la vita. Al matrimonio vengono tutti i loro familiari e i loro amici. Tommy, Jack e la sua fidanzata, Allison. Quest'ultimo è segretamente innamorato della sposa dell'amico. Durante il matrimonio avviene un contrasto tra Jack e Allison, causato dal senso di smarrimento della ragazza, visto che si sente poco amata dal fidanzato. La ragazza se ne va dal ristorante, Tommy cerca di raggiungerla, ma viene fermato dall'improvvisa morte di innumerevole persone, tra cui i genitori della sposa. Fuori dal ristorante il mondo incomincia a piombare nel caos: la morte sembra aver colpito ogni parte del mondo e in particolar modo ha ucciso tutti i bambini.
Una violenta tempesta colpisce la città. Skylar, Dan, Jack e Tommy fuggono dal ristorante e arrivano in una libreria, dove incontrano la stravagante Sam. Skylar è sicura di una cosa: è arrivato il giorno dell'apocalisse. Prende un libro e legge alcuni passi della Bibbia che rispecchiano la catastrofe attuale. Tuttavia non riesce spiegare una cosa: la Bibbia dice che i credenti verranno rapiti, e questo spiega la morte di tutte quelle persone, tra cui i bambini, ma allora perché lei e i suoi amici, che non hanno mai assunto atteggiamenti aggressivi o commesso peccati gravissimi sono ancora lì? Con molti dubbi il gruppo, insieme a Sam, si dirige in una chiesa dove si trova Allison.
Durante il tragitto, il gruppo viene aggredito da ombre misteriose che feriscono Skylar e, col loro solo tocco, riescono a distruggere l'intera Bibbia, facendola diventare un cumulo di cenere. I ragazzi arrivano nella chiesa, dove incontrano Allison insieme al Pastore Shay. Skylar viene sostenuta dall'infermiera Rachel. Durante la permanenza alla chiesa si scopre che c'è effettivamente un motivo per cui i “Rimasti” non sono “rapiti” prima dell'apocalisse: il loro amore per Dio non era autentico, oppure era condizionato da qualcun altro; come nel caso di Skylar. Dan, di fronte al peggioramento della salute della moglie, rivela agli amici di averla tradita con una ragazza prima che si sposassero. Il Pastore Shay fa un discorso per incoraggiare gli altri sopravvissuti, ma la comunità viene attaccata dalle ombre, in realtà locuste, che uccidono Shay e Rachel.
Il gruppo decide di lasciare la chiesa per trovare un dottore che curi Skylar. Si recano in ospedale, ma non trovano nessuno. Mentre lo ispezionano, Skylar rivela a Dan di aver sentito la sua confessione nell'esatto momento in cui lui parlava con i suoi amici. La ragazza lo perdona e infine muore, causando un profondo odio nel marito. Quest'ultimo incomincia a inveire contro Dio, fino a quando una locusta non lo uccide. Allison chiede a Sam di registrarla. Nel video la ragazza ammette di aver fatto una scelta e di aver scelto Dio. Successivamente viene uccisa da una locusta. Jack, Tommy e Sam abbandonano l'ospedale e arrivano in un'altra comunità, dove Jack decide di farsi battezzare. Tommy capisce che le locuste sono attratte dalla Fede. Le locuste arrivano nella nuova comunità e uccidono Jack. Tommy incomincia a disperarsi, ma Sam gli dice di non aver paura: basta credere in Dio. La ragazza si allontana, per farsi prendere dalle locuste e ricongiungersi con il Signore. Intanto anche Tommy deve scegliere cosa fare, mentre degli stormi di locuste giungono dal cielo.